# Uroteuthis sibogae
Uroteuthis sibogae är en bläckfiskart som först beskrevs av Adam 1954.  Uroteuthis sibogae ingår i släktet Uroteuthis och familjen kalmarer. Inga underarter finns listade i Catalogue of Life.